# Ирани (муниципалитет)
Ирани (порт. Irani)  —  муниципалитет в Бразилии, входит в штат Санта-Катарина. Составная часть мезорегиона Запад штата Санта-Катарина. Входит в экономико-статистический  микрорегион Конкордия. Население составляет 9544 человека на 2006 год. Занимает площадь 321 559,52 км². Плотность населения - 29,7 чел./км².

## История
Город основан 11 сентября 1963 года.

## Статистика
- Валовой внутренний продукт на 2003 составляет 87.735.611,00 реалов (данные: Бразильский институт географии и статистики).
- Валовой внутренний продукт на душу населения на 2003 составляет 9.683,84 реалов (данные: Бразильский институт географии и статистики).
- Индекс развития человеческого потенциала на 2000 составляет 0,798 (данные: Программа развития ООН).